# Çəmənli (Şərur)
Çəmənli è un comune dell'Azerbaigian situato nel distretto di Şərur. 898